# تابيو فيركلا

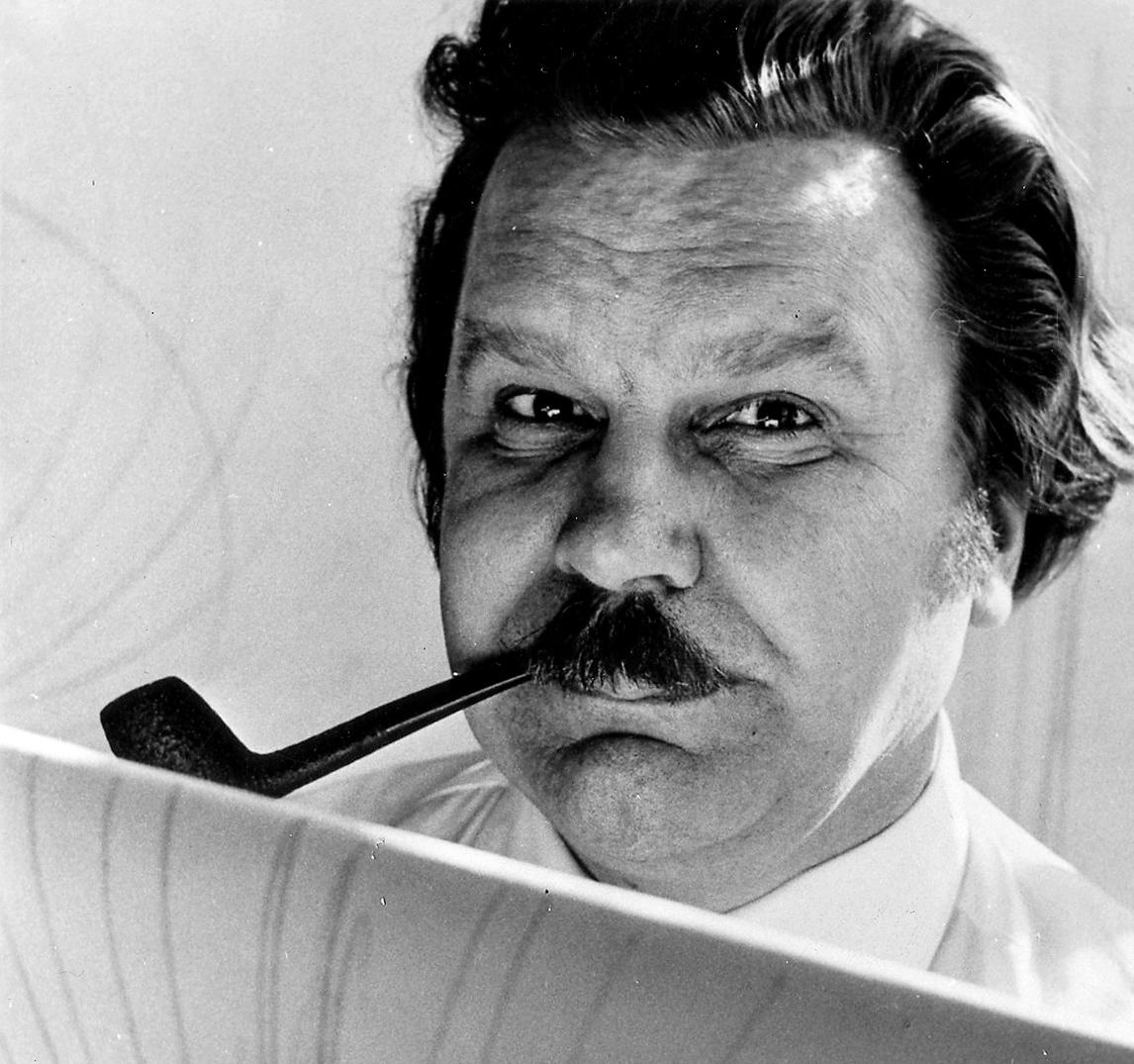
1959

تابيو فيركـّلا (Tapio Wirkkala؛ هانكو، 2 يونيو 1915 - هلسنكي، 19 مايو 1985) مصمم ونحات فنلندي ، من أبرز مصممي فترة ما بعد الحرب. تراوحت أعماله بين زجاجات الصلصة البلاستيك والسلع المعدنية على الزجاج والسيراميك ، والخشب الرقائقي في مجموعة من الأساليب. تصميم الأوراق النقدية والماركا الفنلندية التي أدخلت في عام 1955. وكان صاحب مجموعة هائلة وتصميم الأواني الزجاجية ، والخزف الحجري ، والمجوهرات لإنتاج الجماعي ، وكذلك التماثيل الفردية في عدة وسائل الاعلام.